# Mascot, Australien
Mascot är en stadsdel i Sydney i Australien. Den ligger i kommunen Botany Bay och delstaten New South Wales, i den sydöstra delen av landet, nära centrala Sydney. Antalet invånare var 14 772 vid folkräkningen 2016.